# Minimal harmonisering
Minimal harmonisering är harmoniseringsåtgärder inom Europeiska unionen som endast fastslår en viss miniminivå och som därmed tillåter unionens medlemsstater att införa mer långtgående åtgärder. Syftet kan till exempel vara att tillåta vissa medlemsstater att behålla eller införa högre standarder vad gäller miljöskydd. Minimal harmonisering medför normalt olikheter i medlemsstaternas lagstiftningar, vilket kan leda till gränshinder. Nationell överreglering är även vanligt förekommande i samband med införlivande av direktiv.
Direktiv som medför minimal harmonisering kallas vanligtvis för minimidirektiv. Minimidirektiv är vanliga framför allt på områden som rör grundläggande rättigheter, människors hälsa och säkerhet samt miljö- och konsumentskydd. Till exempel innehåller rörlighetsdirektivet minimibestämmelser rörande rätten för unionsmedborgare att röra sig fritt inom unionen, men direktivet hindrar inte medlemsstaterna från att införa mer förmånliga nationella bestämmelser.